# Speed Racer X
Mach Go Go Go (マッハGoGoGo, Mahha Go Go Go) renomeado nos Estados Unidos como  Speed Racer X e no Brasil como As novas aventuras de Speed Racer, é um remake da série original de 1967 produzido por Tatsunoko Productions, o mesmo estúdio que fez o original. O show foi originalmente exibido no Japão em 1997 TV Tokyo e durou apenas 34 episódios de 52 previstas. Coincidentemente, o nome como esta série foi renomeada no Brasil é uma tradução literal de The New Adventures of Speed Racer.
Uma adaptação em inglês mais tarde foi produzida pela DiC Entertainment, e exibida no Estados Unidos no canal Nickelodeon. Esse show foi rapidamente tirado do ar (com apenas onze episódios dublados) devido a uma ação entre DIC e a Speed Racer Enterprises, a empresa que detinha os direitos da franquia nos EUA.

## Diferenças da série original
Nesta versão, Rex Racer não fugiu, mas é dado como morto após um acidente enquanto testava o Mach 5. Seu pai, Pops, depois reconstrói o Mach 5 com um novo sistema de segurança chamado "Segurança Seven", que protege o piloto. Irmão de Rex, e segundo filho Pops Racer, Speed, decide acompanhar as corridas de seu irmão. Trixie aparece nesta série como uma repórter que se torna amiga de Speed, com Gorducho sendo seu irmão mais novo agora (em oposição a série original onde este era irmão de Speed).
Há também diferenças que existem mesmo na versão original em japonês. Além de sobrenome diferente Go (Hibiki), outros personagens foram totalmente substituídos, mas possuem funções semelhantes. Por exemplo, Mai Kazami é "Michi Shimura" (Trixie no original) desta série, com seu irmão mais novo Wataru representando "Kurio Mifune" (Gorducho no original). Embora o pai de Go ainda é chamado Daisuke, sua mãe (Aya Mifune no original) é agora conhecido como Misuzu.

### Lista de episódios
1. Correndo para o início (25 de agosto de 2002)
2. Correndo para a reta final (21 de setembro de 2002)
3. O fantasma de prata (5 de outubro de 2002)
4. Rivais (26 de outubro de 2002)
5. O Misterioso Corredor X (25 de janeiro de 2003)
6. O Aniquilador (8 de fevereiro de 2003)
7. Garoto Batida (5 de abril de 2003)
8. A confrontação (26 de abril de 2003)
9. Esporte honesto (3 de maio de 2003)
10. O Grande Teste (10 de maio de 2003)
11. Velocidade extrema (17 de maio de 2003)
12. A má sorte que o corredor X traz (24 de maio de 2003)
13. Correndo para as finais (31 de maio de 2003)